# Верино (озеро)
Ве́рино (бел. Ве́рына) — озеро в Городокском районе Витебской области в бассейне реки Оболь.
Площадь озера составляет 0,47 км², длина 2,48 км, наибольшая ширина — 0,27 км.
Котловина ложбинного типа, вытянута с юга на север и имеет изогнутую (серповидную) форму. Склоны котловины высотой от 5 м до 13—15 м. Берега озера сливаются с склонами. В северной части плоское, в южной — воронкообразной формы. Глубины до 2 м занимают около 21 % площади, до 7 м — около 66 %.
Дно до глубины 3 м на севере и 6—8 м на юге озера песчаное. На бо́льших глубинах покрыто илом и кремнезёмистым сапропелем.
Озеро эвтрофное, слабопроточное (впадает ручей и вытекает ручей в реку Оболь). Растительность на озере занимает полосу вдоль берега до глубин в 2,5—3 м.
В озере Верино водятся плотва, щука, окунь, краснопёрка, линь, карась, линь и другие виды рыб.
Около озера расположены деревни Верино, Кисели, проходит местная автодорога от деревни Селище.